# Cynthia Ann Parker
Cynthia Ann Parker o Naduah (algunas veces escrito Nadua y Nauta, que significa «alguien encontrado»; ciertas investigaciones han demostrado que significa realmente «La Que Se Mantiene Abrigada Con Nosotros»), *Crawford, Illinois, Estados Unidos, ca. 1827 - +1870) fue una mujer norteamericana, de ascendencia irlando-escocesa, que fue capturada a los nueve años por una banda de indios que masacró a su familia y destruyó su rancho.

## Biografía
Cynthia Ann era miembro de la extensa familia Parker, que se había establecido en la frontera de Texas en los años 1830. Fue capturada en 1836 por los comanches durante el ataque a Fort Parker, cerca de la actual Groesbeck, Texas, presenciando la brutal tortura y asesinato de su abuelo, John Parker, y las sucesivas violaciones de varios de sus parientes. Cynthia Ann fue adoptada como parte de la banda de los comanches. Posteriormente fue tomada como esposa por el jefe comanche Peta Nocona.
Cynthia se convirtió en parte de la banda comanche y permaneció con ellos durante veinticuatro años. Durante ese tiempo dio a luz a tres hijos antes de ser capturada a los 34 años por los rangers de Texas. 
Permaneció los restantes diez años de su vida intentando reajustarse a la vida de Texas. Intentó escapar y volver con su familia e hijos comanches por lo menos una vez, pero fue una vez más capturada y llevada de vuelta a Texas. Finalmente falleció de inanición y depresión al no tener la posibilidad de regresar con su familia.
Uno de sus tres hijos fue Quanah Parker, el último jefe comanche.